# ارکستر زهره

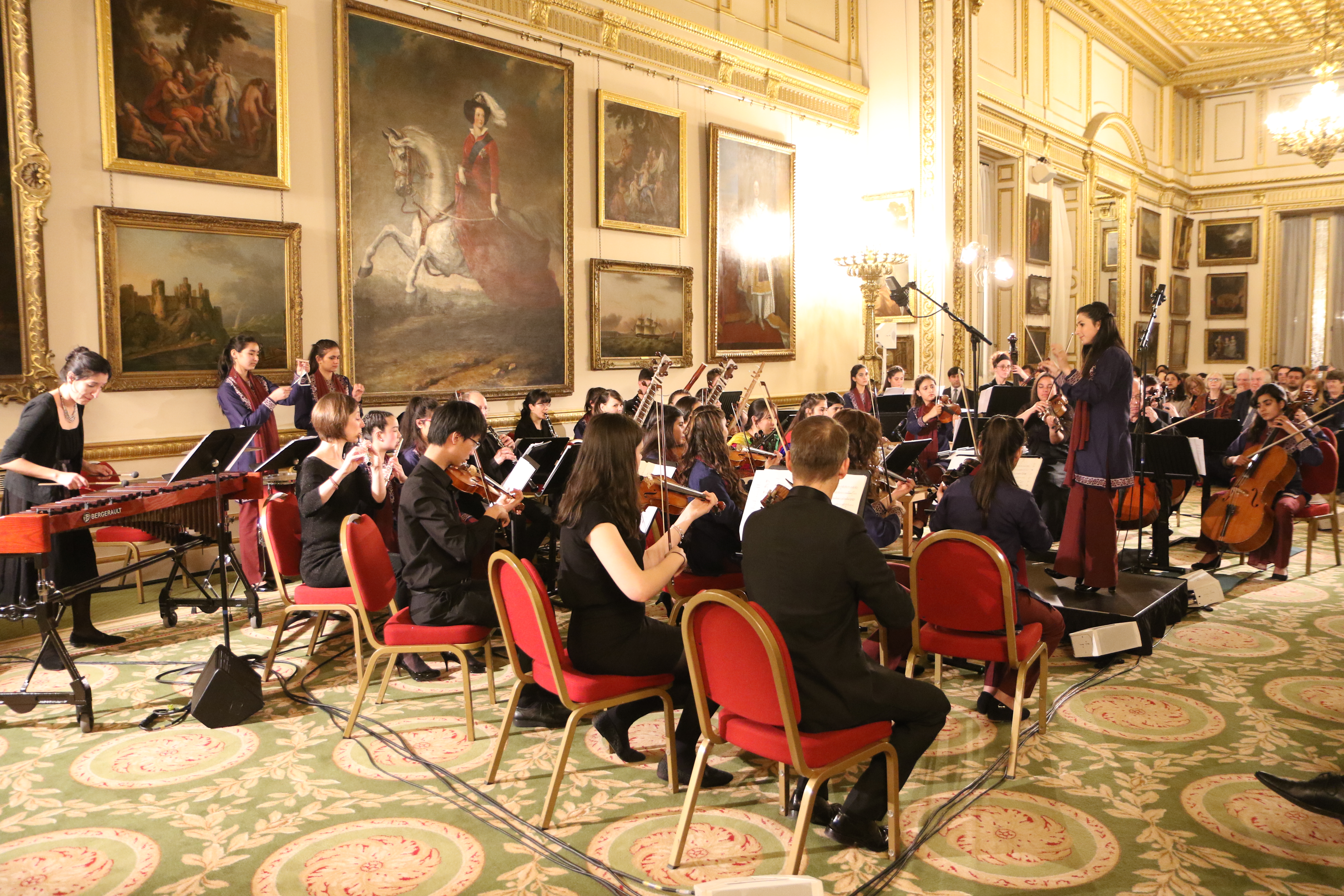
ارکستر زنان افغان (آنسامبل زهره) همراه با ارکستر سنت جان در لنکستر هاوس، لندن اجرا می‌کند.

ارکستر زهره که به ارکستر زنان افغانستان و گروه زهره نیز معروف است، اولین ارکستر افغانستان است که تمام اعضای آن را زنان تشکیل می‌دهند. نام این ارکستر با الهام از الهه موسیقی به همین نام در نوشته‌های تاریخی پارسی نامگذاری شده است. بیشتر اعضای این ارکستر که در سال ۲۰۱۵ تأسیس شد، از زمان تصرف کابل در سال ۲۰۲۱ توسط گروه اسلامگرای طالبان در تبعید به سر می‌برند و برخی موفق به خروج از افغانستان نشدند.

## تاریخچه
ارکستر زهره در سال ۲۰۱۵ توسط انستیتوت ملی موسیقی افغانستان و مؤسس آن  احمد سرمست در کابل تشکیل شد. این مؤسسه در سال ۲۰۰۸ با هدف ارائه آموزش موسیقی به جوانان افغانستان متعاقب رهایی از دست گروه تروریستی اسلامگرای طالبان، که تحت نظر آنها حقوق زنان در افغانستان به شدت پایمال شده بود، تشکیل شد. این ارکستر که به گروه زهره نیز معروف است اولین جزو تلاش‌ها برای ایجاد یک ارکستر تماماً زنانه در افغانستان بود. مرضیه، یکی از اعضای ارکستر، دربارهٔ دشواری فعالیت زنان افغان در عرصه موسیقی چنین می‌گوید: 
وقتی [در افغانستان] موسیقی کار می‌کردیم با مشکلات بسیار زیادی روبرو شدیم. بیرون که می‌رفتیم مردم به ما رقاصه یا دولکی می‌گفتند. یک زن بسیار قوی می‌خواهد که بتواند در افغانستان موسیقی کار کند.

### تورها
ارکستر زهره از سال ۲۰۱۷ چندین تور برجسته در سراسر جهان برگزار کرده است. آنها در مجمع جهانی اقتصاد در داووس اجرا داشتند و در سال ۲۰۱۹ تور بریتانیا برگزار کردند و در جریان این تور از موزه بریتانیا در لندن و دانشگاه آکسفورد بازدید کردند. در جشن یکصدمین سالگرد استقلال افغانستان در سال ۲۰۱۹، ارکستر زهره در استرالیا تور برگزار کرد. در ۱۲ و ۱۴ اکتبر ۲۰۱۹، ارکستر زهره کنسرت‌هایی را در سیدنی و ملبورن اجرا کرد. تور نخست در دانشگاه موناش و تور دوم در خانه اپرای سیدنی با بیش از ۱۵۰۰ مهمان برگزار شد. این رویداد با همکاری سفارت جمهوری اسلامی افغانستان و دولت استرالیا به منظور گرامیداشت ۵۰ سال روابط رسمی دیپلماتیک بین دو کشور برگزار شد.

### پس از تصرف کابل توسط طالبان
پس از تصرف کابل توسط طالبان در سال ۲۰۲۱، ساختمان مکتب مؤسسه ملی موسیقی افغانستان (نهاد بالادستی ارکستر) توسط سازمان تروریستی شبکه حقانی به پایگاهی برای جنگ چریکی تبدیل شد. بسیاری از سازها و ادوات موسیقی به دستور طالبان که آوازهای دستگاهی و غیرمذهبی را ممنوع می‌داند، نابود شدند. برخی از زنان و دختران ارکستر به لطف کمک دولت قطر توانستند افغانستان را ترک کنند، اما اکثر آنها موفق نشدند این کشور ترک کنند.
در اکتبر ۲۰۲۱، اعضای ارکستر به همراه حدود ۱۰۰ شاگرد و معلم مؤسسه ملی موسیقی افغانستان که قصد داشتند به پرتغال نقل مکان کنند، دوباره در دوحه قطر گرد هم آمدند.

## سبک موسیقی و افتخارات
این ارکستر عموماً موسیقی سنتی افغانستان و همچنین موسیقی کلاسیک غربی را اجرا می‌کند. گروه زهره افتخارات و جوایز متعددی کسب کرده که از جمله |آنها می‌توان به جایزه ملکه ثریا و جایزه Freemuse در سال ۲۰۱۷ و جایزه Montluc Resistance Liberté در سال ۲۰۱۸ اشاره کرد.